# Panzerregiment 3
Het Panzerregiment 3 was een Duits tankregiment van de Wehrmacht tijdens de Tweede Wereldoorlog.

## Krijgsgeschiedenis
Panzerregiment 3 werd opgericht op 15 oktober 1935 in Dresden in Wehrkreis IV door omdopen van het sinds 15 mei 1935  bestaande Reiterregiment 12 (mot.).
Het regiment maakte bij oprichting deel uit van de 2e Pantserdivisie en bleef dat gedurende zijn hele bestaan.
In augustus 1944 werd het regiment in Normandië (Zak van Falaise) vernietigd en werd vervolgens in oktober/november in de Eifel weer opnieuw opgericht.
Het regiment capituleerde (met de rest van de divisie) bij Plauen aan Amerikaanse troepen op 8 mei 1945.

## Samenstelling bij mobilisering
- I. Abteilung met 3 compagnieën (1, 2, 4)
- II. Abteilung met 3 compagnieën (5, 6, 8)

## Wijzigingen in samenstelling
Op 5 september 1941 werd het regiment uitgebreid tot 8 compagnieën.
Op 10 mei 1942 werd de I. Abt. afgegeven aan Panzerregiment 33 en daar omgedoopt tot III./Pz.Rgt. 33. Hierdoor bestond het regiment alleen nog uit de II.Abteilung. Deze werd op 1 februari 1943 uitgebreid naar4 compagnieën. Vanaf 25 maart 1943 werd dan de I. Abteilung op Oefenterrein Sennelager weer opnieuw opgericht uit delen van het Feld-Regiment en Panzer-Ersatz-Abteilung 4.

De nieuwe I./Pz.Rgt.3 zou op 7 mei 1943 omgedoopt worden tot schwere Panzer-Abteilung 507 (en in plaats daarvan zou de oude III./Pz.Rgt.33 terugkomen), maar op 30 juni 1943 werd dit teruggedraaid en werd de Abteilung op de Panther overgeschakeld. Wel was de 8e compagnie in mei 1943 afgegeven aan schwere Panzer-Abteilung 502 en werd daar 3/s.Pz.Abt.502.

## Opmerkingen over schrijfwijze
- Abteilung is in dit geval in het Nederlands een tankbataljon.
- II./Pz.Rgt. 3 = het 2e Tankbataljon van Panzerregiment 3

## Commandanten
| Rang           | Naam                          | Begin            | Eind              |
| -------------- | ----------------------------- | ---------------- | ----------------- |
| Oberst         | Josef Harpe                   | 15 oktober 1935  | 1 augustus 1939   |
| Oberst         | Wilhelm Ritter von Thoma      | 1 augustus 1939  | 5 maart 1940      |
| Oberst         | Gabler                        | 5 maart 1940     | 15 december 1940  |
| Oberst         | Hermann Balck                 | 15 december 1940 | 15 mei 1941       |
| Oberst         | Karl Decker                   | 15 mei 1941      | 24 februari 1943  |
| Oberst         | Volkheim                      | 24 februari 1943 | 1943              |
| Oberst         | Traugott Köhn                 | januari 1944     | 16 juli 1944 †    |
| Major          | Ferdinand Schneider-Kostalski | 26 juli 1944     | 7 augustus 1944 † |
| Oberstleutnant | von Wagner                    | 1944             | februari 1945     |
| Oberstleutnant | Hans-Henning von Christen     | februari 1945    | mei 1945          |

Oberst Köhn sneuvelde bij Villers-Bocage bij een tegenaanval. Zijn opvolger Major Schneider-Kostalski sneuvelde drie weken later.
Panzerregiment 1 · Panzerregiment 2 · Panzerregiment 3 · Panzerregiment 4 · Panzerregiment 5 · Panzerregiment 6 · Panzerregiment 7 · Panzerregiment 8 · Panzerregiment 9 · Panzerregiment 10 · Panzerregiment 11 · Panzerregiment 15 · Panzerregiment 16 · Panzerregiment 17 · Panzerregiment 18 · Panzerregiment 21 · Panzerregiment 22 · Panzerregiment 23 · Panzerregiment 24 · Panzerregiment 25 · Panzerregiment 26 · Panzerregiment 27 · Panzerregiment 28 · Panzerregiment 29 · Panzerregiment 31 · Panzerregiment 33  · Panzerregiment 35 · Panzerregiment 36 · Panzerregiment 39 · Panzerregiment 69 · Panzerregiment 80 · Panzerregiment 100 · Panzerregiment 101 · Panzerregiment 102 · Panzerregiment 116 · Panzerregiment 118 · Panzer-Lehr-Regiment 130 · Panzerregiment 201 · Panzerregiment 202 · Panzerregiment 203 · Panzerregiment 204 · Schweres Panzer-Regiment Bäke · Panzerregiment Brandenburg · Panzerregiment Coburg · Panzerregiment Feldherrnhalle · Panzerregiment Feldherrnhalle 2 · Panzerregiment Hermann Göring · Panzerregiment Großdeutschland · Panzerregiment Kurmark · Panzerregiment von Lauchert · Panzerregiment Major Rettemeier · Fallschirm-Panzerregiment 1 · Fallschirm-Panzerregiment 21 · SS-Panzerregiment 1 LSSAH · SS-Panzerregiment 2 · SS-Panzerregiment 3 · SS-Panzerregiment 5 · SS-Panzerregiment 9 · SS-Panzerregiment 10 · SS-Panzerregiment 11 · SS-Panzerregiment 12